# 奧克森山 (雷蒂孔山)
47°06′53″N 9°37′28″E / 47.11472°N 9.62444°E
奧克森山（德語：Ochsenkopf），是中歐的山峰，位於列支敦斯登和奧地利接壤的邊境，屬於雷蒂孔山的一部分，海拔高度2,286米，每年平均降雨量1,852毫米。